# Litostigma crystallinum
Litostigma crystallinum är en tvåhjärtbladig växtart som beskrevs av Y.M. Shui och W.H. Chen. Litostigma crystallinum ingår i släktet Litostigma och familjen Gesneriaceae. Inga underarter finns listade i Catalogue of Life.